# П'єр Шеналь
П'єр Шена́ль (фр. Pierre Chenal, фр.: [ʃənal]; справжнє ім'я Філі́пп П'єр Кое́н; 5 грудня 1904, Брюссель, Бельгія — 23 грудня 1990, Ла-Гаренн-Коломб, О-де-Сен, Франція) — французький кінорежисер та сценарист бельгійського походження, пік творчості якого припав на 1930-ті роки.

## Біографія
П'єр Шеналь дебютував у кіно на рубежі 1920-30 років. Найвідоміший за нуаровими фільмами-трилерами, такими як стрічка 1937 року «Алібі» (фр. L'Alibi) за участю Еріха фон Штрогейма і Луї Жуве. У 1939 році він поставив «Останній поворот» (фр. Le Dernier Tournant), вперше екранізувавши роман Джеймса Кейна «Листоноша завжди дзвонить двічі».
Після окупації Франції Німеччиною Шеналь, бувши євреєм, разом дружиною, акторкою Флоранс Марлі, емігрував до Південною Америки. Він створив багато фільмів, живучи в Аргентині та після повернення після війни до Франції, але його повоєнні роботи так і не досягли успіху та популярності його довоєнних творів.

## Фільмографія
| Рік  |     | Назва українською      | Оригінальна назва              | Режисер | Сценарист |
| ---- | --- | ---------------------- | ------------------------------ | ------- | --------- |
| 1929 | к/м | Париж-Сінема           | Paris-Cinéma                   | Так     |           |
| 1932 |     | Мучеництво ожиріння    | Le martyre de l'obèse          | Так     |           |
| 1932 | к/м | Малий бізнес Парижа    | Les petits métiers de Paris    | Так     | Так       |
| 1933 |     | Безіменна вулиця       | La rue sans nom                | Так     | Так       |
| 1935 |     | Злочин і кара          | Crime et châtiment             | Так     | Так       |
| 1937 |     | Алібі                  | L'alibi                        | Так     | Так       |
| 1937 |     | Людина нізвідки        | L'homme de nulle part          | Так     | Так       |
| 1937 |     | Справа Лафаржа         | L'affaire Lafarge              | Так     |           |
| 1938 |     | Мальтійський будинок   | La maison du Maltais           | Так     | Так       |
| 1939 |     | Останній поворот       | Le dernier tournant            | Так     |           |
| 1943 |     | Уся людина             | Todo un hombre                 | Так     |           |
| 1944 |     |                        | El muerto falta a la cita      | Так     | Так       |
| 1945 |     | Безодня відкривається  | Se abre el abismo              | Так     |           |
| 1946 |     | Подорож без повернення | Viaje sin regreso              | Так     |           |
| 1946 |     | Ярмарок химер          | La foire aux chimères          | Так     |           |
| 1947 |     | Клошмерль              | Clochemerle                    | Так     | Так       |
| 1951 |     | Син Америки            | Native Son                     | Так     | Так       |
| 1952 |     | Ідол                   | El ídolo                       | Так     |           |
| 1956 |     | Секція зниклих         | Section des disparus           | Так     | Так       |
| 1957 |     | Облави по місту        | Rafles sur la ville            | Так     | Так       |
| 1958 |     | Небезпечна гра         | Les jeux dangereux             | Так     | Так       |
| 1959 |     | Звір у засідці         | La bête à l'affût              | Так     | Так       |
| 1960 |     | Ночі Распутіна         | Les nuits de Raspoutine        | Так     | Так       |
| 1963 |     | Вбивця знає музику     | L'assassin connaît la musique… | Так     | Так       |
| 1970 |     | Красивий сплячий ліс   | Les belles au bois dormantes   | Так     | Так       |
| 1985 | к/м | Випадок керує грою     | Le hasard mène le jeu          | Так     | Так       |

## Визнання
| Рік                                    | Категорія                                                   | Фільм                                                       | Результат |
| -------------------------------------- | ----------------------------------------------------------- | ----------------------------------------------------------- | --------- |
| Венеційський міжнародний кінофестиваль |                                                             |                                                             |           |
| 1935                                   | Кубок Муссоліні за найкращий іноземний фільм                | Злочин і кара                                               | Номінація |
| 1951                                   | Золотий лев                                                 | Син Америки                                                 | Номінація |
| Кінофестиваль Mystfest                 |                                                             |                                                             |           |
| 1985                                   | Спеціальна нагорода за внесок у кінематограф за всю кар'єру | Спеціальна нагорода за внесок у кінематограф за всю кар'єру | Перемога  |